# Медвеђе грожђе
Медвеђе грожђе или мечије грожђе, медвеђе ухо, планика, мливњак (лат: Arctostaphyllos uva-ursi), је вишегодишњи зимзелени жбун из породице вресова (Ericaceae), чији су листови познати као увин чај.

## Опис биљке
Медвеђе грожђе је зимзелени, полегли жбун, чије се гранчице закорењују. Кора на гранама је тамносмеђа, љуспа се. Листови су наизменични, са кратком дршком или седећи, обрнуто јајасти, на врху заобљени, основа се клинасто сужава у дршку. Лиска је кожаста, без длака. Обод цео, ка наличју повијен. Лице лиске је тамнозелено, сјајно. Наличје светлије. Цветови су ситни, висе у гроздовима на крајевима гранчица. Круница звонаста са 4-5 режњева повијених устрану, ружичасто-беличаста. Плод је округла, црвена, брашњава коштуница. Цвета од маја до септембра.

## Распрострањење и угроженост
Медвеђе грожђе у Србији расте на сувим, каменитим местима, на гребенима високих планина изнад 1.200 м. Услед претераног сакупљања код нас, постала је проређена врста на природним стаништима.

## Употреба
Лист медвеђег грожђа је познати увин чај. Најзначајнији активни састојци листа медвеђег грожђа су фенолни хетерозиди, флавоноиди и танини. Користи се код инфекција и упала бубрега, бешике и мокраћних путева; делује као уроантисептик и побољшава излучивање мокраће. Лист медвеђег грожђа сабире се од маја до јула.

## Напомена
Увин чај не треба дуго користити јер су неки од састојака токсични. Сакупљање листова медвеђег грожђа код нас је регулисано посебном уредбом.